# Coucy-la-Ville
Coucy-la-Ville és un municipi francès situat al departament de l'Aisne i a la regió dels Alts de França. L'any 2007 tenia 191 habitants.

## Demografia

### Població
El 2007 la població de fet de Coucy-la-Ville era de 191 persones. Hi havia 66 famílies de les quals 20 eren unipersonals (8 homes vivint sols i 12 dones vivint soles), 23 parelles sense fills, 19 parelles amb fills i 4 famílies monoparentals amb fills.
La població ha evolucionat segons el següent gràfic:
Habitants censats

### Habitatges
El 2007 hi havia 86 habitatges, 68 eren l'habitatge principal de la família, 8 eren segones residències i 10 estaven desocupats. Tots els 86 habitatges eren cases. Dels 68 habitatges principals, 52 estaven ocupats pels seus propietaris, 13 estaven llogats i ocupats pels llogaters i 3 estaven cedits a títol gratuït; 13 tenien tres cambres, 23 en tenien quatre i 32 en tenien cinc o més. 51 habitatges disposaven pel capbaix d'una plaça de pàrquing. A 26 habitatges hi havia un automòbil i a 29 n'hi havia dos o més.

### Piràmide de població
La piràmide de població per edats i sexe el 2009 era:
| Homes | Edats   | Dones |
| ----- | ------- | ----- |
| 0     | 95 o +  | 0     |
| 0     | 90 a 94 | 0     |
| 0     | 85 a 89 | 8     |
| 4     | 80 a 84 | 0     |
| 4     | 75 a 79 | 8     |
| 0     | 70 a 74 | 0     |
| 4     | 65 a 69 | 0     |
| 16    | 60 a 64 | 0     |
| 4     | 55 a 59 | 4     |
| 0     | 50 a 54 | 4     |
| 0     | 45 a 49 | 8     |
| 16    | 40 a 44 | 4     |
| 8     | 35 a 39 | 4     |
| 8     | 30 a 34 | 4     |
| 4     | 25 a 29 | 4     |
| 0     | 20 a 24 | 4     |
| 4     | 15 a 19 | 4     |
| 12    | 10 a 14 | 8     |
| 8     | 5 a 9   | 0     |
| 4     | 0 a 4   | 8     |

## Economia
El 2007 la població en edat de treballar era de 132 persones, 74 eren actives i 58 eren inactives. De les 74 persones actives 64 estaven ocupades (32 homes i 32 dones) i 10 estaven aturades (5 homes i 5 dones). De les 58 persones inactives 11 estaven jubilades, 36 estaven estudiant i 11 estaven classificades com a «altres inactius».

### Ingressos
El 2009 a Coucy-la-Ville hi havia 71 unitats fiscals que integraven 173 persones, la mediana anual d'ingressos fiscals per persona era de 15.207 €.

### Activitats econòmiques
L'any 2000 a Coucy-la-Ville hi havia 4 explotacions agrícoles.

## Poblacions més properes
El següent diagrama mostra les poblacions més properes.